# Алонсо, Карлос
Карлос Алонсо (исп. Carlos Alonso; род. 4 февраля 1929) — современный аргентинский художник, иллюстратор и гравёр. Хотя в начале своего творческого пути он придерживался идеям социального реализма, впоследствии он приобрёл известность как новый реалист. Говядина — традиционный элемент его работ.

## Ранние годы
Карлос Алонсо родился в Тунуяне, где жил до семи лет, затем его семья переехала в Мендосу. В возрасте 14 лет он поступил в Национальную академию изящных искусств, где учился у Серхио Серхи рисунку и гравюре, у Лоренсо Домингеса скульптуре и у Бернарегги Франсиско и Рамона Гомеса Корнета живописи. В Национальном университете Куйо его наставником был Лино Энеа Спилимберго.

## Творческая карьера
Алонсо получил свою первую награду за своё искусство в 1947 году. В 1951 году он выигрывал первые призы на Салоне живописи в Сан-Рафаэле, в Северном зале в Сантьяго-дель-Эстеро и за рисунок на Северном салоне в Тукумане.
В 1953 году Алонсо выставлялся в галерее Viau в Буэнос-Айресе, а затем отправился в Европу, где выставлялся в Париже и Мадриде. В 1957 году он выиграл конкурс Emecé Editores на иллюстрирование второй части романа Мигеля де Сервантеса «Дон Кихот» и поэмы Хосе Эрнандеса «Мартин Фьерро» в 1959 году. 
В 1961 году он был удостоен премии Шанталь на Салоне акварелистов и гравёров в Буэнос-Айресе. В том же году, во время посещения Лондона, он приобщился к технике акриловой живописи. В 1963 году его иллюстрации к «Дон Кихоту» были напечатаны на открытках в СССР.
Работы Алонсо, отличающиеся выразительной силой и социальным контекстом, демонстрировались на множестве выставок, в том числе в Международной художественной галерее в Буэнос-Айресе, где в 1967 году было представлено около 250 его произведений, посвящённых «Божественной комедии» Данте Алигьери. Кроме того, его работы выставлялись во Дворце изящных искусств в Мехико и Национальном музее изящных искусств в Гаване, где были представлены его гобелены и коллажи. 
В 1971 году его произведения искусства выставлялись в европейских галереях, таких как Villa Giulia в Риме, Eidos в Милане и Bedford в Лондоне. 
В 2005 году, в ознаменование 400-летия публикации первой части «Дон Кихота», Музей дизайна и иллюстрации организовал выставку в Буэнос-Айресе, в Музее изобразительных искусств Эдуардо Сивори, где были представлены гравюры и оригинальные рисунки Алонсо. Его иллюстрации были включены в роман Роберто Арльта «Злая игрушка».

## Личная жизнь
Алонсо женился на художнице Ивонне Фовети. 
После государственного переворота в Аргентине в 1976 году и последовавшего за ним в следующем году исчезновения его дочери Паломы, родившейся 25 июля 1956 года, Алонсо отправился в изгнание в Италию, а в 1979 году перебрался в Мадрид. Спустя два года он вернулся на родину. 
В 1990 году по инициативе Алонсо и Тересы Нахман был организован биеннале живописи, посвящённый памяти Паломы Алонсо.
Алонсо приходится дядей шахматному гроссмейстеру Сальвадору Алонсо.